# Aspila armiger
Aspila armiger är en fjärilsart som beskrevs av Druce. Aspila armiger ingår i släktet Aspila och familjen nattflyn. Inga underarter finns listade i Catalogue of Life.